# Tofieldia
Tofieldia es un género  perteneciente a la familia Tofieldiaceae. Comprende 64 especies, de las cuales algunas son:
- Tofieldia akkana
- Tofieldia allemanica
- Tofieldia alpina
- Tofieldia calyculata
- Tofieldia coccinea
- Tofieldia minima
- Tofieldia nuda
- Tofieldia occidentalis
- Tofieldia pusilla